# Rennan da Penha
Rennan Santos da Silva, mais conhecido como DJ Rennan da Penha ou Rennan da Penha (Rio de Janeiro, 15 de julho de 1994), é um DJ e produtor brasileiro.

## Carreira
Rennan da Penha é reconhecido por ser um dos produtores de funk carioca que popularizaram as produções em 150 batidas por minuto, que estão no mercado desde 2017. Também é conhecido pela publicação de seu material nas redes sociais.
É idealizador do Baile da Gaiola, festa funk que reúne cerca de 10 mil pessoas nos fins de semana na Vila Cruzeiro, favela do Complexo da Penha. Com o sucesso da festa, outras vertentes foram criadas no Rio de Janeiro, além de edições fora do estado. O evento tem citações recorrentes em canções de funk devido a sua popularidade.
Entre 2018 e 2019, Rennan da Penha produziu e participou de singles como "Me Solta" (com Nego do Borel), "Vem Amor" (com Ludmilla), e "Hoje Eu Vou Parar na Gaiola" (com MC Livinho).

## Prisão
Em janeiro de 2019, Rennan da Penha foi preso acusado por associação ao tráfico de drogas no Complexo do Alemão, na Zona Norte do Rio. Ele era suspeito de colaborar e participar de eventos promovidos por criminosos nas comunidades da região. Foi inocentado das acusações em primeira instância, mas, após recurso do Ministério Público do Estado do Rio de Janeiro, foi decretada sua prisão e cumprimento de pena de 6 anos e 8 meses em regime fechado. O desembargador do caso afirmou que Rennan tinha a função de "olheiro", relatando "a movimentação dos policiais através de redes sociais e contatos no aplicativo WhatsApp".
A Ordem dos Advogados do Brasil criticou a prisão de Rennan, alegando que sua condenação seria uma tentativa de criminalizar o funk. A defesa de Rennan ingressou com habeas corpus no Supremo Tribunal Federal, pedindo que fosse assegurado ao paciente "o direito de aguardar em liberdade o julgamento dos seus recursos aos tribunais superiores, ainda que com a adoção de uma ou algumas das medidas cautelares da Lei 12 403/2011". A ministra Rosa Weber, relatora do caso no STF, no entanto, negou seguimento ao habeas corpus. Em novembro de 2019, após a corte suprema mudar seu entendimento sobre a prisão de condenados em segunda instância, o Tribunal de Justiça do Estado do Rio de Janeiro determinou sua soltura imediata.
Em 1 de junho de 2023, Rennan da Penha foi absolvido da acusação de associação ao tráfico de drogas pelo Superior Tribunal de Justiça (STJ), por falta de provas que sustentassem as acusações.

## Filmografia

### Televisão
| Ano  | Título      | Personagem | Notas                     |
| ---- | ----------- | ---------- | ------------------------- |
| 2020 | Bom Sucesso | Ele mesmo  | Episódio: "20 de janeiro" |
| 2020 | Amor de Mãe |            | [ 22 ]                    |